# リーゼル・プリツカー・シモンズ
リーゼル・プリツカー・シモンズ（Liesel Pritzker Simmons、1984年3月14日 - ）は、アメリカ合衆国の慈善家、女優である。富豪のプリツカー家の一員である。
子供の頃からリーゼル・マシューズ(Liesel Matthews)の芸名で女優として活動している。2012年にインパクト投資を行う団体、ブルー・ヘブン・イニシアティブを設立した。

## 若年期と教育
リーゼル・アン・プリツカー(Liesel Anne Pritzker)として1984年にイリノイ州シカゴで生まれた。
父はロバート・プリツカー、母はその2番目の妻のアイリーン・ドライバーグである。父ロバートはその兄のジェイ・プリツカーと共にマーモン・グループを設立した。父はユダヤ系アメリカ人で、母はオーストラリア出身である。同母兄にマシュー、父の1人目の妻、オードリー・ギルバートとの間の異母姉にジェニファー、リンダ、カレンがいる。
リーゼルは、A・N・プリツカーの13人の孫の一人である。伯父のジェイ・プリツカーは、ハイアットホテルチェーンを創設し、1983年から1988年までブラニフ航空を保有していた。一族は信用調査機関のトランスユニオンや、クルーズ船を運行するロイヤル・カリビアン・インターナショナルを保有する。プリツカー家は、『フォーブス』が1982年から発表しているアメリカの富豪一族の一覧に常に掲載されている。
リーゼル(Liesel)という名前は、『サウンド・オブ・ミュージック』に登場する7人兄弟の長女、リーズル・フォン・トラップ(Liesl von Trapp)に因んで名付けられた。
両親は、プリツカー家が保有するオーストラリアのハイアットホテルで父が仕事をしている時に知り合い、1980年に結婚したが、1989年に離婚した。リーゼルは母親に引き取られ、母が映画プロデューサーのジェームズ・J・バグリー(James J. Bagley)と再婚したことにより、リーゼル・プリツカー＝バグリー(Liesel Pritzker-Bagley)と名乗るようになった。
リーゼルは、シカゴ郊外にあるニュートリアー高校を卒業してコロンビア大学に入学し、2006年に卒業した。

## 女優
リーゼルは子供の頃から、リーゼル・マシューズ(Liesel Matthews)の芸名で映画や舞台作品に出演している。映画『リトル・プリンセス』への出演の際、実父が、本名のリーゼル・プリツカー＝バグリーではなくリーゼル・プリツカーの名前を使用することを要求し、要求が通らないなら出演させないと脅迫したため、この意見を排除するために兄マシューの名前から取ってマシューズを芸名とした。
初めて出演した作品は、シカゴで上演された『アラバマ物語』(To Kill A Mockingbird)の舞台化作品で、主役のスカウト・フィンチを演じた。その後、『ヴィンセント・イン・ブリクストン』(Vincent in Brixton)の演技でシアターワールド賞を受賞した。
アルフォンソ・キュアロン監督による1995年の『小公女』の映画化作品『リトル・プリンセス』で主役のサラ・クルーを、ウォルフガング・ペーターゼン監督による1997年の映画『エアフォース・ワン』で、ハリソン・フォード演じる主人公の娘アリス・マーシャルを演じた。
現在は、映画からは引退して舞台作品のみ出演している。2002年、ロンドンで上演されたニール・ラビュート脚本の舞台作品"The Distance from Here"で、主人公のジェンを演じた。

## 訴訟
1999年に亡くなった伯父ジェイ・プリツカーの遺産は一族の共有として信託基金にされていたが、自分と兄マシューの分を不正に流用したとして、大学在学中の2002年、父と11人の親族に対し60億ドルの訴訟を起こした。2005年初頭に和解し、一族の財産が11分割されることとなった。これによって、フォーブス400にプリツカー家から11人が入ることとなり、単一の家系からの掲載数で過去最大となった。この和解により、リーゼルとマシューはそれぞれ、約2億8千万ドルの現金と約1億7千万ドル相当の別の信託の管理権を受け取った。

## 慈善活動
リーゼルは、Young Ambassadors for Opportunity(YAO)を創設した。この組織は、マイクロファイナンスやオポチュニティ・インターナショナルの活動について、他の人に教育し、啓発をすることを目的とした、若手専門家のネットワークである。2009年6月、アフリカでのマイクロファイナンスの拡大の支援のために、オポチュニティ・インターナショナルに400万ドルを寄付した。
また、IDP財団やブルー・ヘブン・イニシアティブを共同で設立した 。

## 私生活
リーゼルはイアン・シモンズ(Ian Simmons)と結婚し、夫とともにボストン近郊に住んでいる。

## 出演作品
| 年     | タイトル                             | 役                   | 備考                                                             |
| ------ | ------------------------------------ | -------------------- | ---------------------------------------------------------------- |
| 1995年 | リトル・プリンセス A Little Princess | サラ・クルー         | 第17回ヤング・アーティスト賞 最優秀長編映画主演女優賞 ノミネート |
| 1997年 | エアフォース・ワン Air Force One     | アリス・マーシャル   |                                                                  |
| 2000年 | ブラスト Blast                       | ジェシー（イアーズ） |                                                                  |